# Quem Me Conhece Sabe
Quem Me Conhece Sabe é o primeiro álbum de estúdio e de estreia da youtuber, artista e cantora brasileira, Blogueirinha (personagem criada pelo youtuber carioca, Bruno Matos). Com uso de sátira, a Blogueirinha faz humor em seu álbum, lançado em 13 de janeiro de 2022. Blogueirinha viajou à Europa, para fazer pocket shows, intitulados "The Zug Zug World Tour".  A capa do álbum é inspirada na capa do álbum Sour da cantora  estadunidense Olivia Rodrigo.

## Singles
Até o seu respectivo lançamento, o álbum possuí seis singles.
A canção intitulada  "Zug Zug" foi um dos primeiros singles do álbum, lançado como primeiro single do álbum, em 13 de dezembro de 2019, acompanhado de um videoclipe.
A canção "Desculpas Veganas" foi o segundo single lançado do álbum, em 26 de junho de 2021, também acompanhado de um videoclipe.
O terceiro single do álbum, a canção, "Eu Sabia", foi lançado em 31 de dezembro de 2021, junto ao videoclipe.
Após duas semanas do lançamento do quarto single do álbum, em 14 de janeiro de 2022, o quarto single do álbum, foi lançado, e intitulado "Cavalona". O videoclipe subiu no canal oficial da Blogueirinha no YouTube, simultaneamente.
"Eu Sei Que Você Quer" foi lançado como o quinto single do álbum, sete dias após "Cavalona", em 21 de janeiro de 2022, nas plataformas digitais e videoclipe subiu simultaneamente no canal oficial da Blogueirinha no YouTube.
"Homem Feio Também Traí" foi o sexto single do álbum lançado em 01 de abril de 2022. O videoclipe subiu simultaneamente no canal oficial da Blogueirinha no YouTube e foi lançado depois do seu primeiro álbum de estúdio e de estreia "Quem Me Conhece Sabe".

## Faixas
| Digital download e streaming |                              |                |         |  |
| N.º                          | Título                       | Compositor(es) | Duração |  |
| 1.                           | "Zuz Zug"                    | Blogueirinha   | 1:41    |  |
| 2.                           | "Cavalona"                   | Blogueirinha   | 1:42    |  |
| 3.                           | "Eu Sei Que Você Quer"       | Blogueirinha   | 2:14    |  |
| 4.                           | "Homem Feio Também Trai"     | Blogueirinha   | 2:41    |  |
| 5.                           | "Tomara Que Termina"         | Blogueirinha   | 1:59    |  |
| 6.                           | "Desculpas Veganas"          | Blogueirinha   | 3:16    |  |
| 7.                           | "Lookinho da Zara"           | Blogueirinha   | 2:37    |  |
| 8.                           | "Eu Sabia"                   | Blogueirinha   | 2:20    |  |
| 9.                           | "Respeite o Frango"          | Blogueirinha   | 2:00    |  |
| 10.                          | "Zug Zug (Luan Poffo Remix)" | Blogueirinha   | 3:34    |  |
| Duração total:               | Duração total:               | Duração total: | 23:57   |  |

## Histórico de lançamento
| País   | Data                  | Formato(s)                  | Gravadora (s)         |
| ------ | --------------------- | --------------------------- | --------------------- |
| Brasil | 13 de janeiro de 2022 | Digital download, streaming | CD Baby, Blogueirinha |